# أيام شهرزاد الجميلة
أيام شهرزاد الجميلة، هو فيلم مغربي أنتج سنة 1982 من إخراج المغربي مصطفى الدرقاوي .   تم عرضه في المهرجان الوطني الأول للسينما المغربية بالرباط. 

## ملخص
يواجه فريق صانعي الأفلام تحديا متمثلا في اختيار موضوع للفيلم. وبعد مناقشة طويلة، بتوصلون إلى تسوية بخصوص قصة مغني الكباريه.  

## الطاقم
- عبد الوهاب الدكالي
- نعيمة المشرقي
- مريم فخر الدين
- فريد بلكاهية